# Richard Tsimba
Richard Utete Tsimba (9. července 1965 Harare – 30. dubna 2000) byl zimbabwský ragbista, který hrál jako tříčtvrtka. V roce 2012 byl jmenován (stejně jako jeho bratr Kennedy) do Světové ragbyové síně slávy. Je prvním hráčem Zimbabwe, který na světovém šampionátu položil pětku. Za svou zemi si připsal 11 zápasů a 7 pětek. Stal se prvním černochem, co hrál za Zimbabwe. Jeho přezdívka byla Černý diamant. Ve svých 34 letech zemřel na následky autonehody. 

## Klubová kariéra
- 1985–87 Chaminuka RFC
- 1987–89 Belmont Shore RFC
- 1990–95 Old Georgians RFC